# Festival Internacional de Cine de San Sebastián 1973
La 21.ª edición del Festival Internacional de Cine de San Sebastián tuvo lugar entre el 15 y el 25 de septiembre de 1973. En esta edición continuaba teniendo la categoría A de la FIAPF como festival competitivo no especializado.

## Desarrollo
El Festival fue inaugurado el 15 de septiembre de 1973 por el director del festival Miguel de Echarri Gamundi, que llevó a la gala inaugural a la actriz Liz Taylor, protagonista de la película que abría el festival, Una hora en la noche. El día 16 se proyectó en la sección informativa la película póstuma de Claudio Guerín Hill La campana del infierno y en la sección oficial la soviética Igrok. El día 17 se proyectaron Cuando el destino nos alcance y He sido yo de Alberto Lattuada y el día 18 El espíritu de la colmena y Plusz-minusz egy nap, que fueron mal acogidas por los críticos. El día 19 se proyectaron Una dama y un bribón de Claude Lelouch y Un largo adiós de Robert Altman, muy alabadas por la crítica. El día 20 se presentaron Un toque de distinción de Melvin Frank y la oscura Das falsche Gewicht de Bernhard Wicki, y se dejaron ver por el festival George Segal y Françoise Fabian. El día 21 se proyectaron Two People (asistió la protagonista Lindsay Wagner) y Vera, un cuento cruel. Los días 22 y 23 se proyectaron F for Fake, Luna de papel y la polaca La boda y visitaron el festival Fernando Rey, Rocío Dúrcal, Orson Welles y Oja Kodar. Al mismo tiempo, se entregaron las Conchas de Plata honoríficas al periodista Antonio Martínez Tomás, Jaime Delgado Martín, Gregorio Marañón Moya y Julio Quiroga. El día 24 se proyectaron la eslovaca Ďaleko je do neba y la argentina Juan Moreira, a la vez que el cronista de La Vanguardia, Antonio Martínez Tomás, denunciaba supuestas maniobras de Elías Querejeta porque la Concha de Oro fuese otorgada a El espíritu de la colmena, producida por él. El día 25 se proyectó fuera de concurso Hermano sol, hermana luna, presentada per Carmen Sevilla y es van donar a conocer los premios. Por primera vez en la historia del festival la Concha de Oro fue otorgada a una película española El espíritu de la colmena; al mismo tiempo, la decisión del jurado fue contestada sonoramente por parte del público y por parte de la crítica, que consideraba  había películas de mejor calidad.

## Jurados
Jurado Oficial
- Rouben Mamoulian
- Mario Cecchi Gori
- Pedro Crespo
- Jacques Charrier
- Domingo Di Núbila
- Harry Fine
- Alfonso Sánchez Martínez
- Anastasia Vertinskaia

## Películas

### Programa Oficial
Las 20 películas siguientes fueron presentadas en el programa oficial:
| Título en España          | Título original           | Director(es)      | País      |
| ------------------------- | ------------------------- | ----------------- | --------- |
| Un toque de distinción    | A Touch of Class          | Melvin Frank      | EE. UU.   |
| Ďaleko je do neba         | Ďaleko je do neba         | Ján Lacko         | Polonia   |
| Das falsche Gewicht       | Das falsche Gewicht       | Bernhard Wicki    | RFA       |
| El espíritu de la colmena | El espíritu de la colmena | Víctor Erice      | España    |
| Igrok                     | Igrok                     | Alekséi Batálov   | URSS      |
| Juan Moreira              | Juan Moreira              | Leonardo Favio    | Argentina |
| Una dama y un bribón      | La Bonne Année            | Claude Lelouch    | Francia   |
| Una hora en la noche      | Night Watch               | Brian G. Hutton   | EE.UU.    |
| Luna de papel             | Paper Moon                | Peter Bogdanovich | EE.UU.    |
| Plusz-minusz egy nap      | Plusz-minusz egy nap      | Zoltán Fábri      | Hungría   |
| He sido yo                | Sono stato io             | Alberto Lattuada  | Italia    |
| Un largo adiós            | The Long Goodbye          | Robert Altman     | EE.UU.    |
| Two People                | Two People                | Robert Wise       | EE.UU.    |
| Vera, un cuento cruel     | Vera, un cuento cruel     | Josefina Molina   | España    |
| La boda                   | Wesele                    | Andrzej Wajda     | Polonia   |

### Fuera de concurso
| Título en España              | Título original             | Director(es)      | País    |
| ----------------------------- | --------------------------- | ----------------- | ------- |
| Cuando el destino nos alcance | Soylent Green               | Richard Fleischer | EE.UU.  |
| F for Fake                    | F for Fake                  | Orson Welles      | Francia |
| Hermano sol, hermana luna     | Fratello sole, sorella luna | Franco Zeffirelli | Italia  |
| Gritos y susurros             | Viskningar och rop          | Ingmar Bergman    | Suecia  |

## Palmarés
Ganadores de la Sección no oficial del 21º Festival Internacional de Cine de San Sebastián de 1973:
- Concha de Oro a la mejor película: El espíritu de la colmena de Víctor Erice
- Concha de Oro al mejor cortometraje: Očistná lázeň, de Václav Bedřich
- Concha de Plata a la mejor dirección:
  - Melvin Frank por Un toque de distinción
  - Andrzej Wajda por La boda
- Concha de Plata y Premio Especial del Jurado: Luna de papel de Peter Bogdanovich
- Concha de Plata a la mejor actriz: 
  - Glenda Jackson por Un toque de distinción
  - Françoise Fabian por Una dama y un bribón
- Concha de Plata al mejor actor:
  - Lino Ventura por Una dama y un bribón
  - Giancarlo Giannini por He sido yo